# 米德爾斯堡主教座堂
米德爾斯堡主教座堂（英語：Middlesbrough Cathedral）是位於英國英格蘭城市米德爾斯堡的一座羅馬天主教的教堂。這座教堂是天主教米杜士堡教區的主教座堂。最早的教堂開始修建於1876年，開放於1878年8月21日。

## 外部連結

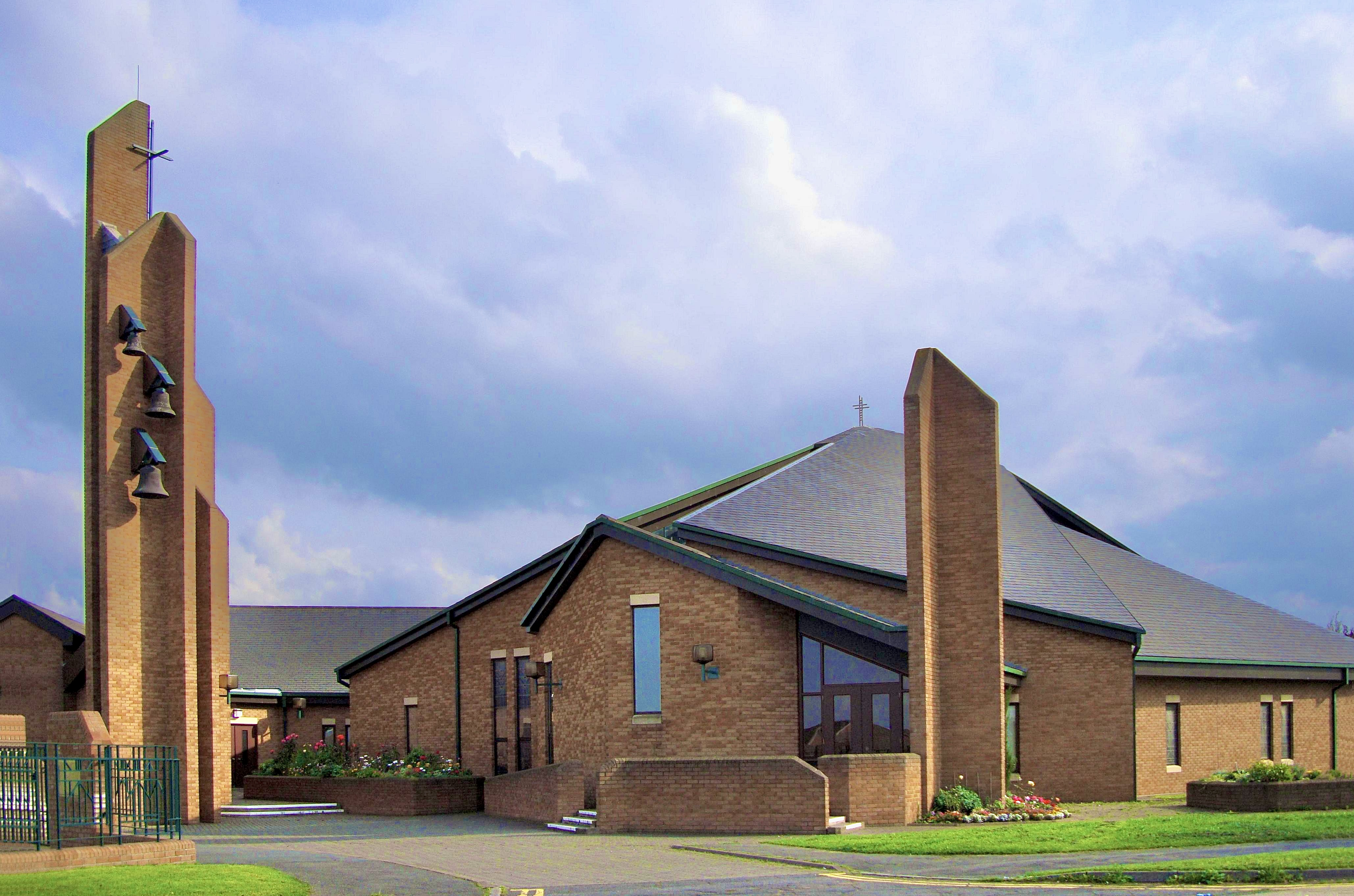

- Middlesbrough Cathedral homepage （页面存档备份，存于）